# The Naked and Famous
 (mars 2012).
Si vous disposez d'ouvrages ou d'articles de référence ou si vous connaissez des sites web de qualité traitant du thème abordé ici, merci de compléter l'article en donnant les références utiles à sa vérifiabilité et en les liant à la section « Notes et références ».
The Naked and Famous est un groupe néo-zélandais de rock indépendant basé à Auckland. Le groupe s'est formé en 2008 lorsque Thom Powers et Alisa Xayalith ont enregistré deux EP avec l'ingénieur Aaron Short, étudiant à l'université de musique MAINZ d'Auckland. Les titres ont par la suite été disponibles par l'intermédiaire d'un label local indépendant. Powers and Xayalith commencèrent alors une série de concerts, rejoints par Ben Knapp, à la basse et Jordan Clark à la batterie.
Plusieurs chansons ont été utilisées dans la bande-son du film The Art of Flight. La chanson "Young Blood" est présente sur le début de la scène de bal dans le film d'horreur Carrie : La Vengeance, ainsi que dans l'épisode pilote de la série Elementary.
En juillet 2013, le groupe révèle son nouveau single, Hearts Like Ours, et annonce la sortie le 16 septembre 2013 de leur deuxième album studio : In Rolling Waves.
Un nouveau single intitulé Higher est dévoilé en juillet 2016. Il annonce la sortie de leur troisième album studio Simple Forms qui est disponible depuis le 16 octobre 2016

## Discographie

### Albums studio
- 2010 : Passive Me, Aggressive You
- 2013 : In Rolling Waves
- 2016 : Simple Forms
- 2020 : Recover

### Album live
- 2013 : One Temporary Escape

### EP
- 2008 : This Machine
- 2008 : No light
- 2013 : Passive Me, Aggressive You (Remixes & B-Sides)

### Singles
- 2010 : Young Blood, repris en août 2011 pour le générique de l'émission L'édition spéciale de la chaîne à péage française Canal+, pour le générique de La Nouvelle Édition en septembre 2011, et aussi utilisé dans l'épisode 13 de la saison 4 de Chuck ainsi que dans l'épisode 14 de la saison 4 de Gossip Girl.

### Publicités
- 2011 : Punching in a Dream dans FIFA 12
- 2012 : Punching in a Dream pour la marque Garnier - Fructis
- 2012 : Young Blood pour l'EOS 600D de Canon
- 2012 : Young Blood pour le jeu SSX d'EA Games
- 2012 : Punching in a Dream dans le jeu Forza Horizon (Microsoft)
- 2013 : Hearts Like Ours dans FIFA 14